# Neckeropsis crinita
Neckeropsis crinita là một loài Rêu trong họ Neckeraceae. Loài này được (Griff.) M. Fleisch. miêu tả khoa học đầu tiên năm 1908.